# Luchasaurus
Austin Matelson, meglio conosciuto con il ring name Luchasaurus (Woodland Hills, 10 marzo 1985), è un wrestler statunitense, sotto contratto con la All Elite Wrestling.
In carriera ha detenuto una volta il TNT Championship e una volta l'AEW World Tag Team Championship insieme a Jungle Boy.

## Carriera

### Circuito indipendente (2009–2012)
Esordisce il 25 ottobre 2009 con il ring name di Austin Morrison nella New Wave Pro Wrestling.
Nel 2011 lotta in vari circuiti indipendenti della National Wrestling Alliance sotto il nome di "W". Insieme al suo compagno "M" faceva parte della stable The Disorder.

### WWE (2012–2014)
Nel 2012, firma un contratto di sviluppo con la WWE e viene mandato in FCW per allenarsi. Qui assume il ring name Judas Devlin. Debutta il 1º agosto a Bull Bash VI, in coppia con Corey Graves, sconfiggendo Briley Pierce e CJ Parker.
Dall'agosto 2012, la FCW chiude e i talenti vengono tutti spostati ad NXT. Fa il suo debutto assieme a Scott Dawson perdendo contro Adrian Neville. Viene rilasciato nel 2014 dopo una grave infortunio alla colonna vertebrale.

### Lucha Underground (2016–2019)
Debutta nel 2016 con il ring name di Vibora nella stable "Snake Tribe". Con Kobra Moon, Drago e Pindar, il 7 maggio 2016, vince il Lucha Underground Trios Championship. Il 26 giugno 2016, la stable perde il titolo contro Dante Fox, Killshot e The Mack.
Nella puntata del 18 luglio 2018 riesce a sconfiggere il leader dei Worldwide Underground, Johnny Mundo. Il 1 agosto 2018 il personaggio "Vibora" viene decapitato dallo stesso Johnny Mundo con l'aiuto di Taya, tramite l'utilizzo di una spada.

### All Elite Wrestling (2019–presente)
Fa il suo debutto nella All Elite Wrestling nel pay-per-view Double or Nothing durante la 21-Man Casino Battle Royal, valida per avere un'opportunità per l'AEW World Championship. Riesce a resistere fino agli ultimi quattro ma viene eliminato da Adam Page.
Successivamente forma una stable con Jungle Boy e Marko Stunt chiamata Jurassic Express.
Nell'episodio di Dynamite del 5 gennaio 2022, Jungle Boy e Luchasaurus batterono i Lucha Brothers e vinsero gli AEW World Tag Team Championship.

## Altre attività
Nell'estate del 2015 ha partecipato come concorrente alla diciassettesima edizione del Grande Fratello statunitense, piazzandosi al quinto posto.

## Personaggio

### Mosse finali
- Burning Hammer (Death valley driver)
- Tombstone Age (Kneeling reverse piledriver in una Wheelbarrow facebuster)
- Snake Bite (Kneeling reverse piledriver) – 2016-2019

### Soprannomi
- "The Post Modern Phenomenon"

## Titoli e riconoscimenti
- All Elite Wrestling
  - AEW TNT Championship (1)

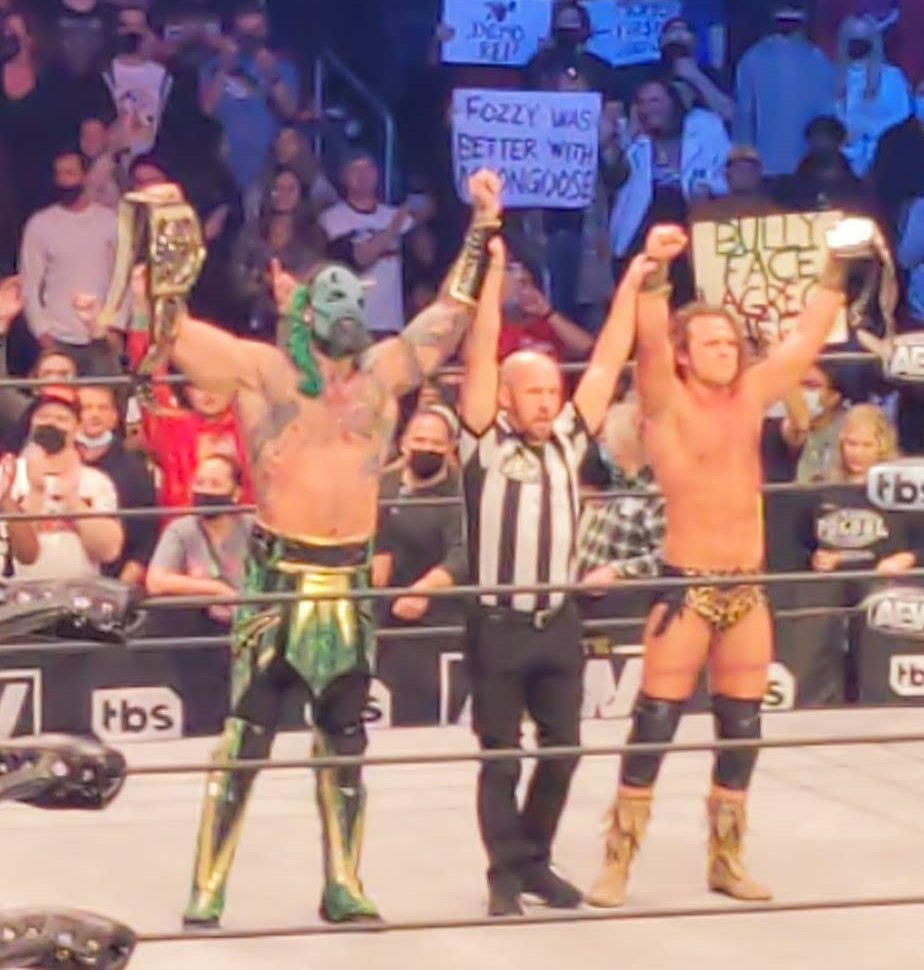
Il Jurassic Express con gli AEW World Tag Team Champions

  - AEW World Tag Team Championship (1) - con Jungle Boy
  - AEW World Trios Championship (1) - con Christian Cage e Nick Wayne
- All-Star Wrestling
  - ASW Tag Team Championship (1) – con Thunder
- Dramatic Dream Team
  - DDT Ironman Heavymetalweight Championship (1)
- Lucha Underground
  - Lucha Underground Trios Championship (1) – con Drago e Pindar
- Millennium Pro-Wrestling
  - MPW Heavyweight Championship (1)
- Pro Wrestling Blitz
  - PWB Tag Team Championship (1) – con Serpentico
- Pro Wrestling Illustrated
  - 331° tra i 500 migliori wrestler singoli nella PWI 500 (2013)